# Anchorage Symphony Orchestra
L'Anchorage Symphony Orchestra (ASO) è un'orchestra sinfonica professionista con sede ad Anchorage, in Alaska. Randall Craig Fleischer è il direttore musicale e il direttore d'orchestra e Linn Weeda è l'assistente direttore e la direttrice d'orchestra.

## Storia
L'Anchorage Symphony Orchestra fu fondata nel 1946, più di un decennio prima che l'Alaska diventasse uno stato, da un consorzio di musicisti che la pensavano allo stesso modo in cerca di uno sbocco musicale. Il loro primo programma collaborava con l'Anchorage Little Theatre per una produzione del Canto di Natale di Charles Dickens. Dalla loro dimensione originale di 17 orchestrali, l'ASO è cresciuta negli anni '50, assumendo Peter Britch come direttore e aumentando fino a 32 membri. L'orchestra, tuttavia, continuò a crescere con lo sviluppo della città di Anchorage mentre i giacimenti petroliferi di North Slope crescevano, con la presenza militare continua della base aeronautica di Elmendorf. L'ASO durante gli anni '80 varcò la soglia di un gruppo semi-professionale. Oggi l'organizzazione vanta un finanziamento, un consiglio di amministrazione e 80 musicisti entusiasti di essere stati inseriti nei suoi ranghi. Nel 2001 l'orchestra ha vinto il Mayor's Arts Award come una Organizzazione Artistica Eccezionale e il Premio Artistico del Governatore con la stessa motivazione.
La Anchorage Symphony Orchestra si esibisce nel Centro dell'Alaska per le Arti dello Spettacolo nel centro di Anchorage. L'educatrice musicale Lorene Harrison ha lavorato con l'ASO tra le altre organizzazioni artistiche dell'area.